# Richard Šusta
Richard Šusta (* 11. června 1956 Praha) je český vysokoškolský pedagog a spisovatel science fiction a fantasy.

## Život
Richard Šusta vystudoval v letech 1975-1980 Elektrotechnickou fakultu na Českém vysokém učení technickém v Praze, kde je v současné době vyučujícím předmětů týkajících se průmyslové automatizace (programovací jazyky pro řízení, logické řízení). Je autorem mnoha odborných publikací z oborů automatizace, biomechanického inženýrství a výpočetní techniky. Zajímá se o buddhismus a další východní nauky. Roku 2003 získal titul Ph.D.
K psaní sci-fi ho dostala láska k vědeckofantastické literatuře. Do žánru vstoupil roku 1997 svou prvotinou, románem Narka, který se umístil na druhém místě v Ceně Karla Čapka.

## Dílo

### Romány
- Narka, Klub Julese Vernea, Praha a Netopejr, Olomouc, 1997,
- Dotek nulačasu 1 – Nula plus, Klub Julese Vernea, Praha, 2003,
- Dotek nulačasu 2 – Nula mínus, Klub Julese Vernea, Praha, 2003,
- Vlákna hyperčasu, Klub Julese Vernea, Praha, 2007,
- Ztroskotaný čas, Klub Julese Vernea, Praha, 2009.
- Válka memů 1 - Šedá zóna, Brokilon, Praha 2018
- Válka memů 2 - Třináct dnů guerilly, Brokilon, Praha 2020

### Povídky
- Tajné touhy, Ikarie 2000/10,
- Naše smrt, antologie 2003: Česká fantasy, Mladá fronta, Praha, 2003,
- ALG Alg alg, antologie Čas psanců, Triton, Praha, 2004,
- Návrat meče, antologie 2005: Česká fantasy, Mladá fronta, Praha, 2005.
- Osvícené myši, antologie Tři kruté příběhy, Epocha, Praha 2011.

### Odborné práce
- Programování pro řízení ve Windows (1999).
- Logické systémy pro řízení (2000).
- Verification of PLC programs (2002), disertační práce.
- Logické řízení (2008), spoluautor
- Logické řízení: cvičení (2008), spoluautor.